# Walt Disney
Walter Elias Disney, ameriški producent, režiser, scenarist, igralec, animator, podjetnik, videc in človekoljub , * 5. december 1901, Chicago, † 15. december, 1966, Burbank.
Walt Disney je bil sin Flore in Eliasa Disney, imel je tri brate in eno sestro. Kot soustanovitelj podjetja Walt Disney Productions je postal eden najbolj znanih filmskih producentov na svetu. Podjetje se danes imenuje The Walt Disney Company in je imelo leta 2013 letne prihodke okoli 45 milijard dolarjev.
Disney je poleg svojega dela kot producent znan tudi kot človek, ki je veliko prispeval k razvoju animacije ter tematskih parkov. Dobil je 7 Emmyjev in prejel 59 imenovanj za Oskarja, med drugim rekordne štiri v enem samem letu , tako da je po številu nagrad in imenovanj akademije na rekordnem prvem mestu. Skupaj s sodelavci je ustvaril množico animiranih likov, verjetno najbolj znan je Miki Miška. 
Disney je umrl za pljučnim rakom leta 1966, le nekaj let pred odprtjem zabaviščnega parka Svet Walta Disneyja v Orlandu, Florida, poznan kot Disneyland.

## Življenje

### Otroštvo
Walter Elias Disney se je rodil 5. decembra 1901 v Chicagu. Njegov oče, Elias Disney, je bil irsko-kanadskega porekla, vendar se je že kot otrok skupaj s svojo družino preselil v Kansas. Ko je bil Elias starejši, je v Ohiu spoznal Floro Call Disney, Waltovo mamo, ki je bila nemško-ameriške krvi, ter ji sledil na Florido, kjer sta se leta 1888 poročila. Walt se je rodil v družini s petimi otroki, imel je tri starejše brate in mlajšo sestro. Ker sta njegova starša cele dneve delala, sta morala otroke puščati same doma, zato je za Walta večino časa skrbel njegov starejši brat Roy, s katerim sta si tudi kasneje ostala blizu; njegov drugi brata in sestra skoraj povsem izginila iz njegovega življenja. Ko je bil star štiri leta, se je družina preselila v Marceline, Missouri, kjer je preživel večino svojega otroštva. Sanje o tem srečnem otroštvu so ga spremljale vse življenje in iz tega je nabiral številne zamisli za svoje delo. Tako je glavna ulica v Disneylandu, imenovana Main Street, kopija glavne ceste iz Marcelina.
Na posestvu v Marcelinu so se prvič pokazale tudi Waltove risarske sposobnosti. Njegova teta Maggie mu je podarila risarski blok in kmalu zatem je prvič dobil plačilo za svoje delo - njegov zdravnik, dr. Sherwood, je za sliko konja plačal 5 centov. Walt je na začetku večinoma le prerisoval karikature iz časopisov, saj so bile to edine slike, s katerimi je odraščal. Waltov stric, Mike Martin, je bil strojevodja l na odseku železnice Santa Fe med Fort Madison - Iowa – Marceline. Kadar sta zaslišala pisk lokomotive, sta Walt in Roy stekla na bližnji grič in stric ju je pozdravil z dolgim piskom, ki sta mu sledila dva kratka. Kasneje je Waltu prav ta stric tudi pomagal, da je Walt dobil poletno službo, in sicer je na vlaku prodajal hrano, pijačo ter časopis potnikom. V času življenja je potem Walt velikokrat iskal takšno svobodo, kakršno je imel takrat, ko je delal na vlaku, zato si je večkrat zgradil maketo železnice.
Nekaj časa je družini dobro kazalo, potem pa se je znova začela kriza. Waltov oče je zbolel in leta 1910 so zaradi denarnih težav morali na dražbi prodati posest. Zaradi tega sta se oba starejša brata odselila, preostala družina pa se je preselila v Kansas City, kjer je Waltov oče kupil podjetje časopisov Kansas City Star, ki je imel dva tisoč naročnikov. Walt, ki je bil takrat star devet let, in Roy sta naročnikom vsak dan dostavljala časopis.
Elias Disney je svoja sinova vzgajal k trdemu delu. Nobeden od njiju ni imel niti igrač niti žepnine. Walt je šest let raznašal časopise in samo enkrat je bil zaradi bolezni prost pet tednov. Kasneje je začel namesto bolnega očeta dostavljati še mleko in jajca, zaradi tega ni imel časa, da bi obiskoval šolo. Njegov brat Roy je imel vsega tega žalostnega življenja dovolj, zato je neke noči na skrivaj odšel, pred tem pa je še svetoval Waltu, naj se ne pusti več pretepati očetu. Ločitev od brata je bila za Walta zelo boleča, saj je imel brata zelo rad in tudi Roy je Waltu nenehno pomagal ter ga ščitil.
Walt je moral vedno dati očetu ves denar, ki ga je zaslužil. Zato mu je kmalu nehal pripovedovati o dodatnih zaslužkih, da mu je ostalo vsaj nekaj denarja zase. Ker je potreboval več denarja, je od leta 1914 dalje začel skupaj s svojim sošolcem Waltom Pfeifferjem nastopati kot ljubiteljski kabaretist, vendar kot glasbenik ni imel večjega uspeha.

### Mladost
Leta 1917 je Elias Disney investiral denar v tovarno marmelade v Chicagu in vsa družina se je preselila tja. Jeseni tega leta je Walt začel hoditi v McKinley High School, ponoči pa se je šolal še v umetniškem inštitutu Chicago Art Institute. Prvič so bile njegove slike tudi objavljene v šolskem časopisu, kjer je vodil rubriko s stripi. Njegovi stripi so bili zelo domoljubni in osredotočeni na prvo svetovno vojno. Vendar pa Waltovo šolanje ni dolgo trajalo. Pri 16 letih je zapustil šolo, ker se je hotel pridružiti vojski, vendar ga niso sprejeli, ker je bil premlad. Namesto da bi se pridružil vojski, se je skupaj s svojim prijateljem pridružil Rdečemu križu in odšel za eno leto v Francijo. V tem času je vozil rešilni avto, ki ga je porisal s svojimi izmišljenimi junaki.
Potem se je zopet preselil v Kansas City, da bi začel svojo umetniško kariero. Njegov brat Roy mu je priskrbel službo v Pesmen-Rubin Art Studiu, kjer je Walt delal reklame za časopise, revije in kinematografe. Tam je spoznal talentiranega risarja Uba Iwerksa, s katerim se je hitro spoprijateljil. Januarja 1920 sta skupaj ustanovila svoje podjetje in ga poimenovala Iwerks-Disney Commercial Artists. Vendar pa je to podjetje kmalu propadlo, ker se je le malo ljudi upalo naročati grafične in animirane izdelke pri neizkušeni dvojici. 
Za tem sta odšla partnerja delat vsak po svoje. Disney je za nekaj časa opustil animacijo in odšel iskat srečo kot filmski režiser v Hollywood. Hodil je od ateljeja do ateljeja, pa so ga povsod zavrnili, zato se je vrnil k animaciji. Njegov prvi hollywoodski studio je bila garaža njegovega strica Roberta, kjer je Walt delal dneve in noči. Nekaj svojih nedokončanih del je poslal distributerki Margaret Winkler, ki so ji bila njegova dela zelo všeč in je hotela z njim posneti še več takih animirano-igranih filmov, kot je bil Disneyev poskusni film Alice's wonderland. V tem filmu so bili ozadje in nekatere stranske vloge narisani, glavno vlogo pa je igrala resnična oseba. 
Ker pa je imel Disney velike finančne težave, je za pomoč zopet prosil brata Roya, ki je ta čas preboleval tuberkulozo v bolnišnici v Los Angelesu. Roy se je strinjal in skupaj sta ustanovila podjetje Disney Brothers' Studio, v katerem se jima je pridružil še Iwerks. Studio je bil postavljen na Hyperion Avenue v Los Angelesu. Leta 1925 je Disney zaposlil gospodično Lillian Bounds, ki ga je takoj očarala. Po nekaj zmenkih sta se 15. julija 1925 poročila.

### Prvi poskusi
Nove serije animirano-igrane oddaje, imenovane Alice Comedies, so bile uspešne. Ko pa so leta 1927 zaključili s snemanjem te oddaje, se je podjetje bolj posvetilo animiranim filmom in ne več animirano-igranim. Posebej so posvečali svojo pozornost risanemu mačku Felixu ter zajcu Oswaldu. Nastale so serije risanke Oswald the Lucky Rabbit, ki so postale zelo priljubljene. Studio se je začel širiti in Disney je zaposlil veliko novih delavcev, med njimi tudi nekaj prejšnjih sodelavcev iz Kansas Cityja. Leta 1928 pa je podjetje zopet zašlo v finančne težave in Disney je tako moral odpustiti večino svojih delavcev. Podjetje je imelo kar nekaj vzponov in padcev, vendar pa se niso vdali.
Razvil se je nov animirani lik miške. Večina biografij pravi, da si je Disney zamislil lik miška na poti iz New Yorka, vendar pa obstajajo dvomi, če si ga je v resnici res izmislil on ali njegov sodelavec Iwerks. Mišek se je najprej imenoval Mortimer, kasneje pa ga je Lillian Disney preimenovala v ljudem dobro poznanega Mickey Mouse (Miki Miška).
Prva krajša risanka o Mikiju je nosila naslov Plane Crazy (Preprosto nor), ki je bila tako kot vsa prejšnja Disneyeva dela „nemi film“. Ker pa se nihče ni zanimal za predvajanje risanke Plane Crazy in njene naslednice The Gallopin' Gaucho, je Disney naredil novo ozvočeno risanko z Miki miško, imenovano Steamboat Willie. Poslovnež Pat Powers je priskrbel Disneyu distribucijo in sinhronizator za zvok. Tako so vse tri risanke o Miki Miški prišle v javnost z zvočnim posnetkom in tako postale zelo uspešne. Vse zvočne efekte je posnel Disney sam in nastopal tudi kot Mikijev glas vse do leta 1946. Prepričan je bil, da bo Miki zaslovel v javnosti. 
Risankam o Miki Miški so se leta 1929 pridružile še kratke glasbene animacije, imenovane Silly Symphonies, in tudi te so gledalci pozitivno sprejeli. Vendar pa kljub temu, da sta bili obe seriji zelo uspešni, Disneyev studio ni dobival pripadajoče vsote denarja od Pata Powersa in leta 1930 je Disney podpisal pogodbo z novim distributerjem Columbia Pictures. Ker pa je večino animacij, ki so jih predvajali in naredili v Disneyevem podjetju med letoma 1928 in 1930, naredil Ub Iwerks, se je le-ta kmalu naveličal temperamentnega Disneyja, zapustil Disneyev studio in ustanovil svoje lastno podjetje. Walt je začel obupano iskati nekoga, ki bi lahko zamenjal Iwerksa, kajti tako dobro in hitro risati sam ni znal. Sčasoma je zaposlil kar nekaj ljudi, ki so zapolnil izgubo Iwerksa. Tehnologija se je začela razvijati in tako so nastale tudi prve barvne risanke. Prva v Disaneyevem studiou narejena barvna animacija z naslovom Flowers and Trees je spadala v serijo Silly Symphonie Leta 1932 je bila tudi nagrajena z Nagrado Akademije, to je z oskarjem, za najboljšo kratko vsebino v kategoriji animacij. Tega leta pa je Disney dodatno dobil še en posebnega oskarja, in sicer za oblikovanje Miki Miške. Leta 1935 so serije kratkih animacij Miki Miške postale barvne in skozi leta je popularnost te prikupne osebice vse bolj rasla, skupaj z njo pa tudi popularnost njenega izumitelja.
Od nekdaj je bil Disneyjev največji up, da bi postal oče, vendar pa se je prva nosečnost njegove žene končala s splavom. To in pritiski s strani podjetja sta pripeljala Walta do živčnega zloma. Zato si je vzel nekaj časa za počitek in odšel z ženo na počitnice na Karibe, za tem pa sta potovala še skozi Washington. Waltu se je zopet nasmehnila sreča, kajti njegova žena je spet zanosila in 18. decembra 1933 se jima je rodila deklica Diane Marie Disney. Bila sta presrečna in malo več kot leto kasneje sta posvojila še eno deklico, Sharon Mae Disney, rojeno 21. decembra 1934.
Čeprav je studio izdeloval dve najbolj uspešni seriji risank v industriji, je imel Disney vseeno večje cilje, zato je leta 1934 začel načrtovati celovečerni animirani film. Druga podjetja v filmski industriji so močno dvomila o uspehu celovečernega animiranega filma in so bila prepričana, da bo projekt Disneyjev studio uničil. Tudi njegova žena in brat Roy sta ga poskušala odvrniti od te ideje. Disneyev studio pa se je v to zelo poglobil in začel natančno preučevati vsako stvar, povezano z novim projektom, ter malo eksperimentiral, kajti za celovečerno animacijo z imenom Sneguljčica in sedem palčkov. je želel doseči vrhunsko kvaliteto. Film so dokončali decembra 1937, v kinematografe pa je prišel februarja 1938 kot prvi barvni zvočni celovečerni animirani film. Postal je eden najbolj uspešnih filmov leta 1938 in prinesel več kot 98 milijonov dolarjev (okoli 72 milijonov evrov) dobička. Najbolj impresivno pri tem pa je, da so otroci morali plačati le 10 centov za ogled filma. S tem denarjem je Disney 24. decembra 1939 odprl nov studio, imenovan Walt Disney Studios in nadaljeval z izdelavo celovečernih animacij.
Tako so nastali Ostržek, Fantasija in Bambi. Ostržek in Fantazija sta sledila Sneguljčici v kinematografe, vendar pa sta prinesla finančno razočaranje. Tako je Disney začel načrtovati risanko Dumbo, ki naj bi studiu povrnila izgubljeni denar, vendar pa je bila njena izdelava zelo težavna, saj so vsi začeli dvomiti v njen uspeh. Leta 1940 se je studiu zopet pridružil Iwerks. 

### Druga svetovna vojna
Kmalu po tem, ko je Dumbo prišel v kinematografe in postal uspešen, so Združene države Amerike vstopile v drugo svetovno vojno. Vojska je Disneyevemu studiu zmanjšala zaloge pripomočkov ter jim naročila, da morajo delati filme, ki bodo pomagali pri treniranju vojakov. Med vojno je studio izgubil veliko denarja in imel velik neuspeh. Večinoma so začeli delati le krajše animirane filme ter posneli tudi nekaj igranih filmov. S temi kratkimi animacijami so si le toliko opomogli, da so lahko nadaljevali z izdelavo celovečernih animiranih filmov, začeli pa so izdelovati tudi igrane filme o naravi. Med vojno je velikokrat prišlo do upora delavcev. To so bili zelo težki časi za Disney Studio's. Prvič pa se je pojavila tudi ideja za izdelavo Disneyevega magičnega zabaviščnega parka, ki so jo razvijali več let. Nekaj časa po koncu vojne leta 1949, se je Disney z družino preselil na veliko parcelo na območju Holmby Hills v Los Angelesu. Tam je na dvorišču zgradil miniaturno železnico ter jo poimenoval Carolwood Pacific Railroad. Bila je dolga okoli 800 metrov in imela različne postaje, tunele, zavoje itd. Walt je večkrat popeljal svoji hčeri na vožnjo z lokomotivo, imenovano Lilly Belle.

### Obdobje uspeha
Z idejo, načrtovanjem in širjenjem projekta izdelave Disneylanda se je podjetje začelo širiti tudi na druge strani sveta. Posneli so prvi v celoti igrani film Otok zakladov (1950), sledili pa so mu še drugi: 20000 milj pod morjem (1954), Pes Shaggy (1959) in Past za starše (1961). Walt Disney Studio je bil tudi eden prvih, ki je znal dobro izkoriščati novi medij, televizijo. Naredili so prvo svojo televizijsko oddajo, imenovano One Hour in Wonderland (ena ura v čudežni deželi). V svojih oddajah je kazal odlomke svojih prejšnjih animacij, popeljal gledalce v zakulisje studia ter jih seznanjal s čarobnim Disneylandom, ki so ga gradili v Anaheimu v Kaliforniji. Leta 1955 pa je naredil tudi prvo vsakodnevno televizijsko oddajo, imenovano Mickey Mouse Club, ki je postala zelo popularna.
Medtem ko se je studio širil, je Disney posvečal manj pozornosti animacijskemu oddelku, saj je popolnoma zaupal svojim devetim najbolj zvestim risarjem in prijateljem (Les Clark, Ollie Johnston, Frank Thomas, Wolfgang »Woolie« Reitherman, John Lounsbery, Eric Larson, Ward Kimball, Milt Kahl, Marc Davis). V tem času so ustvarili veliko uspešnic (Dama in potepuh, 101 dalmatinec, Trnuljčica, Meč v kamnu). Kratke risanke so izdelovali le do leta 1956.
17. julija 1955 pa so končno odprli prvi tematski park, Disneyland, ki je takoj postal zelo uspešen. Leta 1961 je tudi njihova televizijska oddaja prešla iz črno-bele tehnike v barvno in spremenila prejšnje ime (Ena ura v Indiji Koromandiji) v Prečudoviti Disneyev svet, ki so jo na ABC-ju predvajali vse do leta 2005.
V 50-ih letih je Disney poleg vseh ostalih novih projektov ustvaril še veliko poučnih filmov o vesolju. Ti filmi pa niso pritegnili le pozornosti ljudstva, ampak tudi ruski vesoljski program. Ljudem pa je hotel prikazati tudi razvoj jedrske energije s televizijsko serijo in knjigo Naš prijatelj atom. Do leta 1960 je bilo Disneyevo podjetje znano kot eno izmed najuspešnejših podjetij na svetu. Po desetletjih truda je Disneyu uspelo pridobiti tudi pravice do uprizoritve zgodbe o varuški Mary Poppins, pisateljice P. L. Travers. Ko je leta 1964 prišla v javnost, je takoj postala Disneyjev najuspešnejši film doslej. Istega leta so začeli tudi preurejati veliko močvirje v Orlandu na Floridi. Počasi so ga spreminjali v nov, 109 km² velik park, imenovan Disneyjev svet. To naj bi bila večja ter izpopolnjena verzija Disneylanda, ki naj bi bila poznana kot Čarobno kraljestvo ter obdana z golf igrišči in hoteli.

### Smrt
Disneyjeva vpletenost v projekt Disney World se je končala pozno leta 1966. Po mnogih letih verižnega kajenja cigaret so ugotovili, da ima raka na pljučih. Pet dni kasneje so ugotovili, da se je pljučni rak razširil na celotno levo krilo. Ko so ga pripeljali v bolnico St. Joseph, se mu je stanje naglo poslabšalo, kar je povzročilo srčni zastoj. Umrl je 15. decembra 1966, deset dni po njegovem 65. rojstnem dnevu. Njegov brat Roy je vestno nadaljeval z bratovim projektom Disneyjev svet in ga v čast bratu preimenoval v Walt Disney World. (Svet Walta Disneyja) Roy Disney je umrl tri mesece po odprtju Waltovega kraljestva leta 1971. Čeprav je Walt Disney umrl, pa so njegovi sodelavci še naprej ustvarjali risanke in Disneyjeve sanje uresničevali. Lahko bi rekli, da Walt ni nikoli umrl, saj živi v otroških srcih po vsem svetu in nas bo vedno spremljal z animiranimi filmi.

## Nagrade akademije
Walt Disney ima rekord, kar se števila nominacij (59) in podeljenih Oskarjev (22) tiče. Prislužil si je tudi štiri častne Oskarje. Njegov zadnji Oskar v konkurenci mu je bil podeljen posmrtno.
- 1932: Najboljši kratkometražni film, risanke:Rože drevesa (1932)
- 1932: Častna nagrada za kreacijo Miki miške.
- 1934: Najboljši kratkometražni film, risanke:Trije prašički (1933)
- 1935: Najboljši kratkometražni film, risanke:Želva in zajec (1934)
- 1936: Najboljši kratkometražni film, risanke:Tri osirotele mucke (1935)
- 1937: Najboljši kratkometražni film, risanke:Bratranec z dežele (1936)
- 1938: Najboljši kratkometražni film, risanke:Stari mlin (1937)
- 1939: Najboljši kratkometražni film, risanke:Bikec Ferdinand (1938)
- 1939: Častna nagrada za Sneguljčico in sedem palčkov (1937) V lavdaciji je med drugim rečeno:"Sneguljčico in sedem palčkov priznavamo kot pomembno filmsko inovacijo, ki je očarala milijone in odprla čudovito novo zabavno področje. " (nagrada, edinstvena v zgodovini oskarjev, je bila en velik in sedem miniaturnih kipcev.)[8]
- 1940: Najboljši kratkometražni film, risanke:Grdi raček (1939)
- 1941: Častna nagrada za  Fantazija (1940), skupaj z William E. Garityjem in JNA Hawkinsom.Citat iz lavdacije, "Za njihov izjemen prispevek k napredku pri uporabi zvoka v filmu Fantazija." [8]
- 1942: Najboljši kratkometražni film, risanke:Daj mi tačko (1941)
- 1943: Najboljši kratkometražni film, risanke:Fuehrerjev obraz (1942)
- 1949: Najboljši kratkometražni film, dvojni: Tjulnji otok (1948)
- 1949: Irving G. Thalberg Memorial Award (častna nagrada)
- 1951: Najboljši kratkometražni film, dvojni: Dolina bobrov (1950)
- 1952: Najboljši kratkometražni film, dvojni: pol akra narave (1951)
- 1953: Najboljši kratkometražni film, dvojni: Vodne ptice (1952)
- 1954: Najboljši dokumentarni film, teme: Živa puščava (1953)
- 1954: Najboljši dokumentarni film, kratke teme: Eskimo z Alaske (1953)
- 1954: Najboljši kratkometražni film, risanke:Pip, pop, bim, bong (1953)
- 1954: Najboljši kratkometražni film, dvojni: Dežela bobrov (1953)
- 1955: Najboljši dokumentarni film, Features: Prerija izginja (1954)
- 1956: Najboljši dokumentarni film, Short Subjects: Ljudje proti Arktiki
- 1959: Best Short Subject, Live Action Subjects: Grand Canyon
- 1969: Najboljši kratkometražni film, risanke:Vini Pu in naporen dan (posmrtno)